# 安地卡島
安提瓜島是加勒比海諸島之一，安地卡及巴布達的一部分。島上居民約有6萬8千人，其中2萬4千人居住在首都聖約翰。島的面積為108平方哩，地勢平坦，僅在西南方有座海拔402公尺的丘陵。
島上並無河流，僅有幾處溫泉及幾近被砍伐殆盡的樹木；縱使年平均降雨量45.6英吋，常發生乾旱，而使用淡化過的海水只解決部份的水問題。岩岸因受海浪長年拍打，呈現鋸齒狀。
內陸的石油儲量相當豐富，蔗糖和鳳梨是主要出口品，除此之外，當地對於甘薯、芋頭、玉蜀黍以及高粱等農產品的消費量增長。